# 倪樂琳
倪樂琳（英語：Ellyn Ngai Lok-lam，2001年5月24日—），香港女藝人，2024香港小姐競選冠軍得主。

## 簡歷

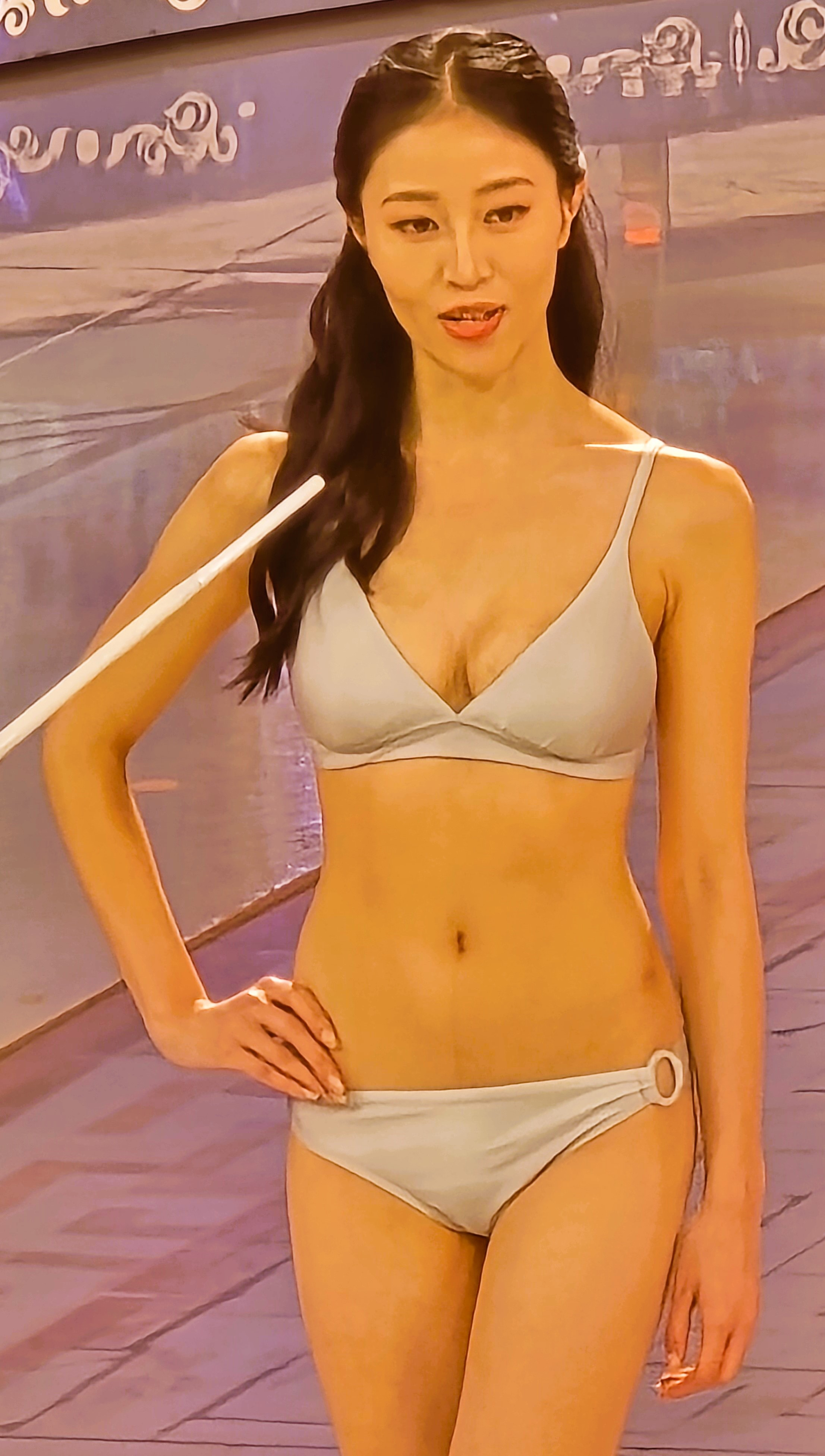
2024年9月15日，倪樂琳參與2024香港小姐競選決賽泳裝問答環節，並展示了自己左胸上的胎記

倪樂琳早年就讀路德會梁鉅鏐小學、聖公會林裘謀中學，畢業於香港城市大學，2022年曾加入香港女子音樂組合MORII GIRLS成為該組合成員，當時英文名為Stella，並與其他成員包括女藝人區明妙等拍攝水著寫真集。2024年，倪樂琳以英文名Ellyn參選2024香港小姐競選，曾被傳媒冠以「城大李嘉欣」的稱號，後於同年9月15日舉行的決賽中以大熱姿態奪冠，隨後加入無綫電視任女藝員。 在比賽期間，倪樂琳因須穿著比堅尼泳裝，故亦展示了自己左胸上的胎記。 比賽後，有網民認為相比起李嘉欣，倪樂琳容貌與無綫電視女藝員沈可欣更為相似。

## 演出作品

### 電視節目（無綫電視）
| 首播   | 作品                                | 備註             |
| ------ | ----------------------------------- | ---------------- |
| 2024年 | 2024香港小姐競選決賽                | 參賽者、冠軍得主 |
| 2024年 | 萬千星輝賀台慶                      | 司儀             |
| 2025年 | 2025客家春晚‧粵港澳大灣區(香港)之夜 | 司儀             |
| 2025年 | 鮮美湛江美景遊                      | 主持             |

## 曾獲獎項與提名
| 年份   | 頒獎單位         | 獎項 | 作品   | 結果 |
| ------ | ---------------- | ---- | ------ | ---- |
| 2024年 | 2024香港小姐競選 | 冠軍 | 不適用 | 獲獎 |

## 外部連結
- 倪樂琳的Instagram帳戶

| 前任： 莊子璇 | 香港小姐競選冠軍 2024年 | 繼任： 現任 |